# Tour de Siam
El Tour de Siam (oficialmente: Tour of Siam) fue una carrera ciclista profesional por etapas que se disputaba en Tailandia, en el mes de enero. Su nombre se debe al reino de Siam antiguo nombre de Tailandia.
Se creó con la creación de los Circuitos Continentales UCI en 2005 formando parte del UCI Asia Tour, dentro de la categoría 2.2 (última categoría del profesionalismo). Su última edición fue en 2007.
Siempre tuvo entre 6 (5 más prólogo en su primera edición) y 7 etapas.

## Palmarés

### Podiums
| Año  | Ganador            | Segundo            | Tercero               |
| ---- | ------------------ | ------------------ | --------------------- |
| 2005 | Shinichi Fukushima | David McCann       | Jamsran Ulzii-Orshikh |
| 2006 | Thomas Rabou       | Shinichi Fukushima | Michael Berling       |
| 2007 | Jai Crawford       | Yukihiro Doi       | William Ford          |

### Clasificaciones secundarias
| Año  | Puntos           | Montaña            | Jóvenes       | Mejor asiático | Equipos                 |
| ---- | ---------------- | ------------------ | ------------- | -------------- | ----------------------- |
| 2005 | Eddy Hollands    | Shinichi Fukushima | Dong Hun Kim  | Wei Sheng Yang | Marco Polo Cycling Team |
| 2006 | Dean Iversen     | No se entregó      | Robert Wijaya | Robert Wijaya  | Marco Polo Cycling Team |
| 2007 | Takashi Miyazawa | Jai Crawford       | Jai Crawford  | Iman Suparman  | Polygon Sweet Nice      |

## Palmarés por países
| País         | Victorias |
| ------------ | --------- |
| Japón        | 1         |
| Países Bajos | 1         |
| Australia    | 1         |